# Нижній Єнангськ
Нижній Єна́нгськ (рос. Нижний Енангск) — село у складі Кічменгсько-Городецького району Вологодської області, Росія. Входить до складу Єнангського сільського поселення.

## Населення
Населення — 660 осіб (2010; 863 у 2002).
Національний склад (станом на 2002 рік):
- росіяни — 98 %